# Acetylperoxid

Strukturformel för acetylperoxid

Acetylperoxid (även Acetoson), C4H6O4, är en organisk peroxid. Det är ett vitt bladkristalliniskt pulver som användes som desinfektionsmedel, på grund av att det lätt sönderdelas under syreutvecklling.
Acetylperoxid är ett kraftigt oxidationsmedel som är starkt irriterande för ögonen och kan orsaka antändning av brännbart material. Vid stöt eller upphettning sägs ämnet kunna explodera och uppges även kunna explodera spontant under lagring.